# Нова десница (Израел)
Нова десница (хебр. הימין החדש, HaYamin HeHadash) десничарска је политичка странка у Израелу, коју су основали Ајелет Шакед и Нафтали Бенет у децембру 2018. године. Нова десница тежи да буде десничарска странка прихватљива и за религиозне и секуларне особе. Странка није освојила ниједан мандат на изборима у априлу 2019, иако је на сљедећим изборима у септембру освојила три мандата и задржала их на изборима у марту 2020. године. На посљедњим изборима у марту 2021. освојила је седам мандата.
Тренутно је једина чланица политичког савеза Јамина.